# Martta Helminen
Martta Helena Helminen, född 26 juli 1890 i Tammerfors, död 6 maj 1983 i Helsingfors, var en finländsk konstnär.
Helminen, som var dotter till handlande Gustaf Helminen och Hilda Helenius, genomgick fruntimmersskola och konstföreningens ritskola samt avlade pedagogisk och teckningslärarexamen vid universitetet 1909. Hon företog studieresor till München 1910, Paris 1914 och 1921 och Italien 1928. Hon var lärare i teckning vid Tammerfors flicklyceum 1910–1921. Hon var styrelsemedlem i Konstgillet i Tammerfors 1919–1932. Hon deltog i utställningar, höll separatutställningar i Finland och 1960 i Stockholm. Hon utförde bland annat altartavlor i Pihtipudas, Punkaharju, Luumäki och Kangaslampi kyrkor; dekorativ väggmålning i Tammerfors, Tammela folkskola, porträtt av bland andra Kaarlo Juho Ståhlberg, Yrjö Väisälä, Hildegard Tönisson och Tyyne Leivo-Larsson. Hon är representerad i Tammerfors konstförenings samlingar och Hiekkas konstsamling i Tammerfors.